# Càntar (ceràmica)
El càntar (grec antic: κάνθαρος, llatí: Cantharus) era un gerro o un recipient que s'usava per beure a l'antiga Grècia i a Etrúria. Normalment era fet de terrissa, però també n'hi havia de metall. Plini el Vell diu que n'havia vist que eren fets d'or.
Era una copa amb dues grans anses verticals que anaven des de la vora del recipient fins quasi al peu, que era prim i allargat. Com altres tipus de copes, estava molt decorat. Servia per beure vi, i es representa sovint a Dionís en gerros antics sostenint un càntar a la mà.